# Mbusi

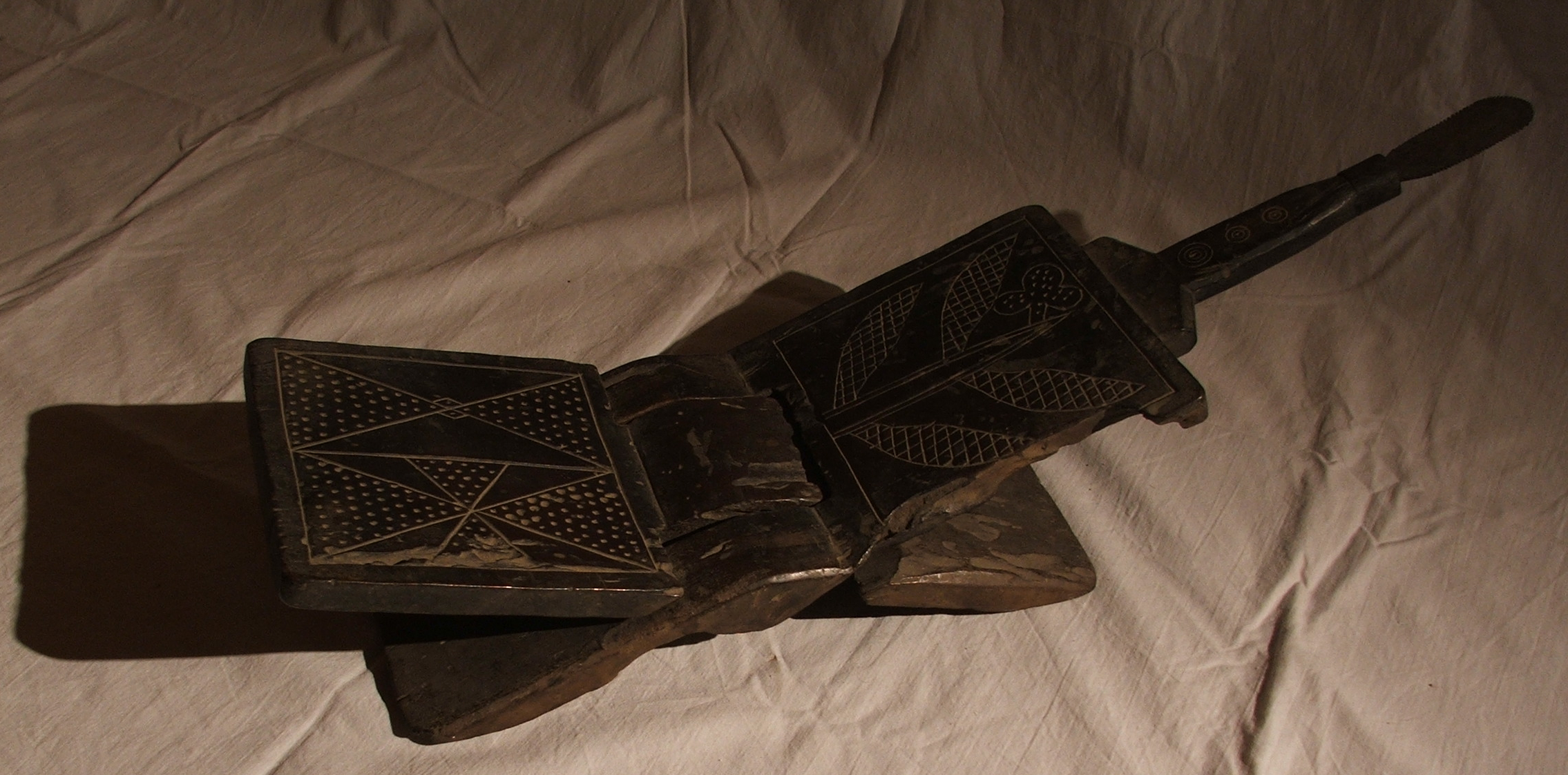

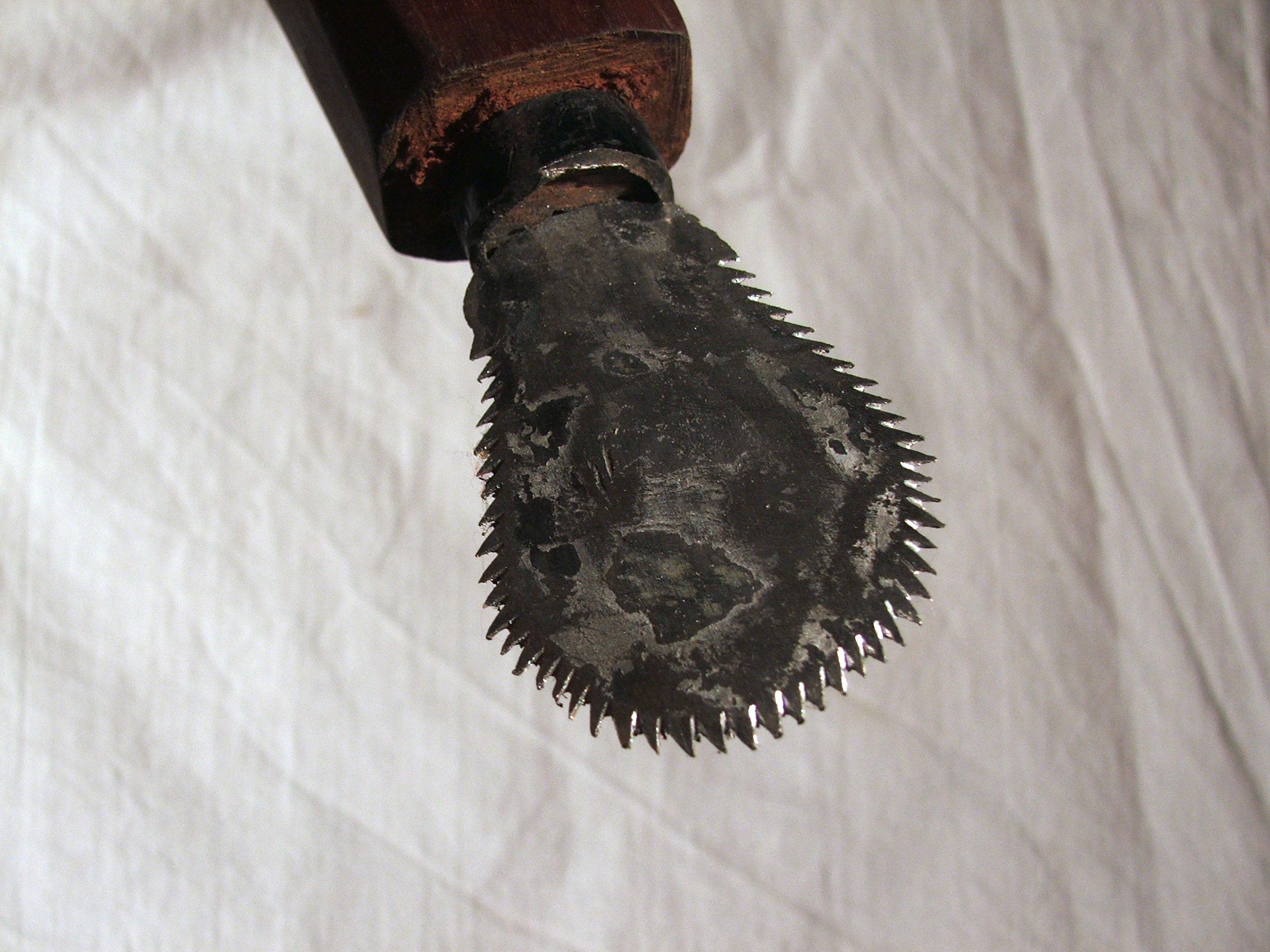

Mbusi ist ein an der Swahili-Küste verwendetes, hölzernes Küchengerät zum Ausraspeln von Kokosnüssen. Der Name rührt angeblich von Mbuzi (Swahili für „Ziege“) her, da der Hocker mit seinem Raspel-Dorn ebendieser ähneln soll.

## Form
In der Regel wird der Mbusi aus nur einem Stück Holz geschnitzt. Auf den Raspel-Dorn wird eine gezackte Metall-Spitze gesetzt. Die Sitzfläche wird oft mit Kerbschnitt verziert. Die Form ist angeblich eine Nachbildung der Koranständer, die mit den Arabern schon im 8. Jahrhundert an die Küste kamen. Wie auch der Koranständer lässt sich der Mbusi platzsparend zusammenfalten.

## Anwendung
Seitlich oder breitbeinig (wie auf einem Hocker) auf dem Mbusi sitzend, wird das Kokosfruchtfleisch beispielsweise in eine Schüssel geraspelt.